# Тисовська Наталя Ігорівна
Наталія Ігорівна Тисовська (нар. 1973, Київ) — українська письменниця-прозаїкиня, перекладачка та редакторка.

## Життєпис
Народилася й виросла в Києві, в родині інженерів. Закінчила київську середню школу. Вищу освіту отримала в Київському національному університеті імені Тараса Шевченка (романо-германська філологія), а також здобула ступінь магістра Університету Лейкгед (Lakehead University) у Канаді зі спеціалізацією в канадській літературі.
Працювала завідувачкою відділу художньої літератури у видавництві «Країна мрій».
2011 року за роман «Три таємниці Великого озера» нагороджена другою премією літературного конкурсу «Коронація слова» в номінації «Романи».
2023 року за роман «Справа про чорну ропу» нагороджена першою премією літературного конкурсу «Коронація слова 2022» в номінації «Романи»

### Романи
- Соло для комп'ютера — Роман-газета № 9 (Зелений пес), 2004. — 64 с. — Київ
- Під знаком шаманського бубна — Універсум, 2004. — 160 с. — Львів
- Останній шаман — Наш час, 2008. — 392 с. — (Серія: Нове українське фентезі). — Київ
- Укус огняного змія — Наш час, 2008. — 240 с. — (Серія: Клуб ЛСД). — Київ
- Три таємниці Великого озера — Наш час, 2011. — 264 с. — (Серія: nova proza.ua). — Київ
- Двокнижжя — Наш час, 2015. — 512 с. — (Серія: nova proza.ua). — Київ
- Секрети старої стрільниці — Наш час, 2016. — 256 с. — (Серія: nova proza.ua). — Київ
- Київські канікули — Нора-Друк, 2018. — 224 с. — Київ
- Справа про чорну ропу — Нора-Друк, 2024. — 288 с. — (Серія: Морок). — Київ. ISBN 978-966-688-133-8

### Переклади
- Робінзон Крузо. Даніель Дефо — Країна мрій, 2009. — 272 с. — (Серія: Всеволод Нестайко радить прочитати). — Київ
- Світанок. Стефені Маєр — Країна мрій, 2009. — 592 с. — (Серія: Сутінкова сага). — Київ
- Франкенштайн: готичні повісті. Переклад з англійської: Наталя Тисовська, Катерина Плугатир, Антоніна Нішта. Київ: Країна мрій, 2010. 315 стор. (Золотий бестселер). ISBN 978-617-538-022-2
  - Роберт Луїс Стівенсон. Химерна історія доктора Джекіла і містера Гайда: роман (пер. Катерина Плугатир)
  - Мері Шеллі. Франкенштайн: роман. (пер. Антоніна Нішта)
  - Джон Вільям Полідорі. Вурдалак: оповідання. (пер. Наталя Тисовська)
- Вінні-Пух. Повернення у Столітній Ліс. Девід Бенедиктус (David Benedictus[en]) — Країна мрій, 2010. — 208 с. — Київ
- Друге життя Брі Таннер. Стефені Маєр — Країна мрій, 2010. — 208 с. — (Серія: Сутінкова сага). — Київ
- Школа монстрів. Лізі Гаррісон (Lisi Harrison[en]) — Країна мрій, 2011. — 256 с. — (Серія: Школа монстрів). — Київ
- Перевтілення. Меггі Стівотер — Країна мрій, 2012. — 352 с. — (Серія: Вовки Мерсі-Фолз[en]). — Київ
- Нечиста сила. Лізі Гаррісон (Lisi Harrison[en]) — Країна мрій, 2012. — 256 с. — (Серія: Школа монстрів). — Київ
- Про вовка промовка. Лізі Гаррісон (Lisi Harrison[en]) — Країна мрій, 2013. — 256 с. — (Серія: Школа монстрів). — Київ
- Монстри повертаються. Лізі Гаррісон (Lisi Harrison[en]) — Країна мрій, 2014. — 256 с. — (Серія: Школа монстрів). — Київ
- Гра престолів. Джордж Р. Р. Мартін  — Країна мрій, 2013. — 800 с. — (Серія: Пісня льоду й полум'я). — Київ
- Битва королів. Джордж Р. Р. Мартін  — Країна мрій, 2014. — 864 с. — (Серія: Пісня льоду й полум'я). — Київ
- Буря мечів. Джордж Р. Р. Мартін  — Країна мрій, 2015. — 1152 с. — (Серія: Пісня льоду й полум'я). — Київ
- Бенкет круків. Джордж Р. Р. Мартін  — Країна мрій, 2016. — 832 с. — (Серія: Пісня льоду й полум'я). — Київ
- Над зозулиним гніздом. Кен Кізі. Київ: KM Books, 2017. 352 стор. ISBN 978-617-7489-00-8
- Мартін, Джордж Р. Р. (2017). Лицар Сімох Королівств. Переклад з англ.: Наталя Тисовська. Київ: KM Books. 320 стор. ISBN 978-617-7498-65-9. {{cite book}}: стрип-маркер templatestyles в |інші= на позиції 12 (довідка)
- Мартін, Джордж Р. Р. (2018). Вогонь і кров. Переклад з англ.: Наталя Тисовська. Київ: KM Books. 821 стор. ISBN 978-966-948-169-6. {{cite book}}: стрип-маркер templatestyles в |інші= на позиції 12 (довідка)
- Мартін, Джордж Р. Р. (2018). Танок драконів. Пісня льоду й полум'я. Т. Книга 5. Переклад з англ.: Наталя Тисовська. Київ: KM Books. 1152 стор. ISBN 978-617-7535-75-0. {{cite book}}: стрип-маркер templatestyles в |інші= на позиції 12 (довідка)
- Що ж вона бачила. Джерард Стембридж (Gerard_Stembridge[en]). Київ: Нора-Друк, 2018. 320 стор. ISBN 978-966-688-023-2
- Посуха. Джейн Гарпер (Jane Harper[en]). Київ: Нора-Друк, 2018. 384 стор. ISBN 978-966-688-035-5
- Сила природи. Джейн Гарпер (Jane Harper[en]). Київ: Нора-Друк, 2019. 416 стор. ISBN 978-966-688-043-0
- Заблудлий. Джейн Гарпер (Jane Harper[en]). Київ: Нора-Друк, 2020. 416 стор. ISBN 978-966-688-052-2